# Fatányéros

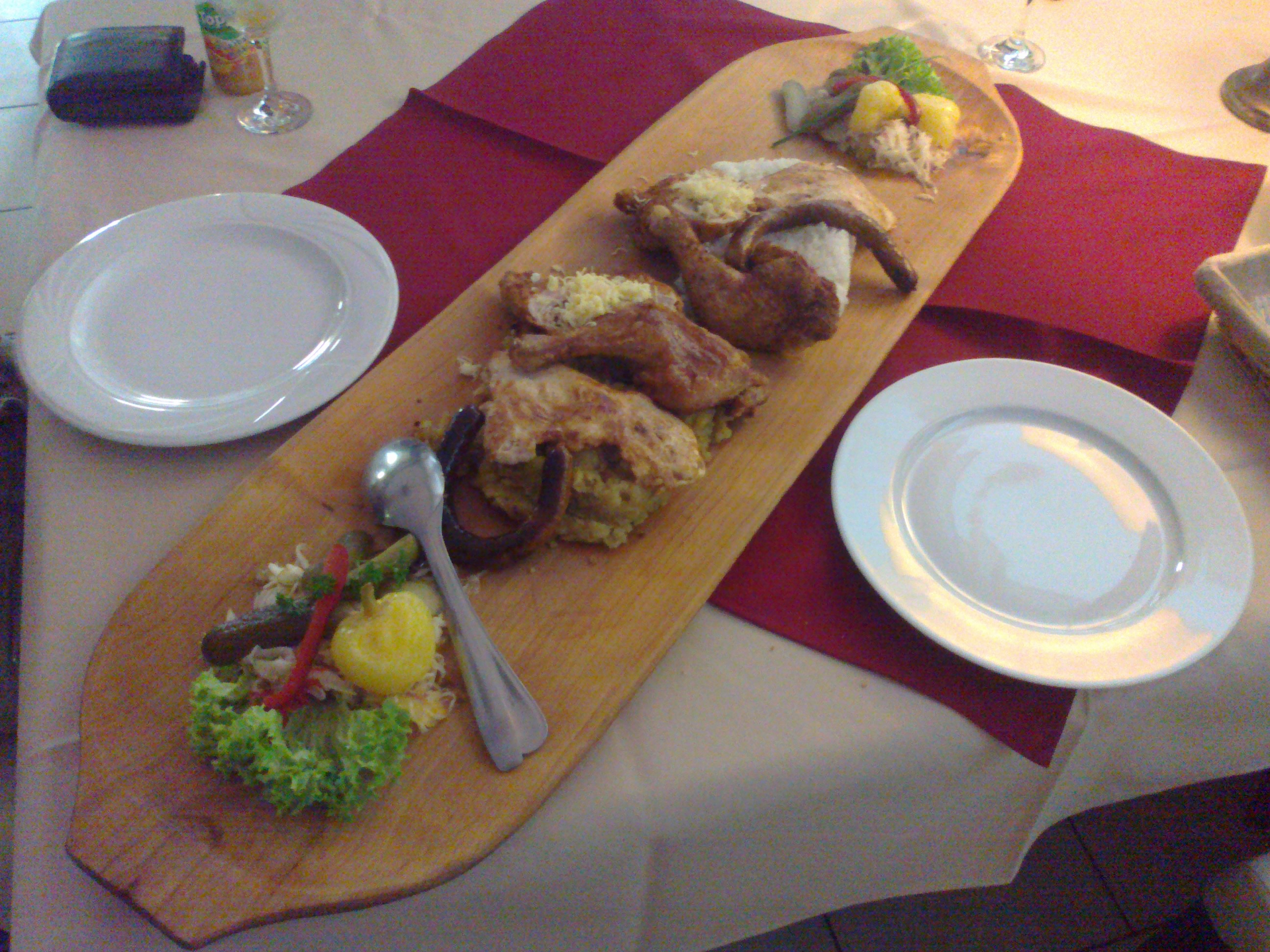
Fatányéros

Fatányéros is een Hongaars gerecht, afkomstig uit Transsylvanië, bestaande uit spiesjes gebraden gemengd vlees.

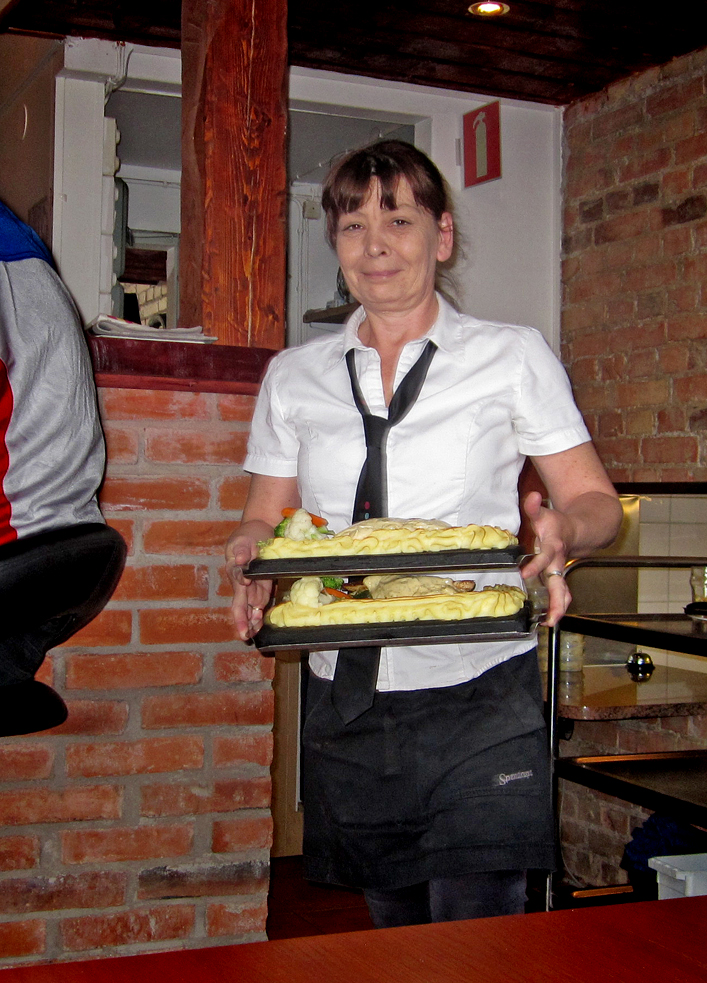
Een serveerster voert twee Fatányéros uit in een restaurant in Ystad 2012.

Fatányéros bestaat uit een mixed grill van gebraden kalfs-, runds- of varkensvlees. Als bijlage worden er gebakken aardappelen en een frisse groene sla bij geserveerd.
De mixed grill is onderdeel van  traditionele Hongaarse gerechten waarbij elke soort  gebakken vlees ( varkensvlees, rundvlees , gevogelte of wild ) gebruikt worden. Andere soortgelijke Hongaarse gebraden gerechten zijn cigánypecsenye, ossenhaas à la Bakony en gebraad.
Het gerecht wordt meestal op een houten bord opgediend, decoratief versierd met de gebakken aardappelen, groenten en sla.

## Historische achtergrond
In het Habsburgse tijdperk werd de eetcultuur met Hongaarse gerechten uitgebreid en kende de gastronomie bovenop nationale ook internationale smaken.
De mixed grill werd in 1900 door het befaamde restaurant Gundel in het menu opgenomen en veredeld opgediend met een schijfje ganzenlever en een gegrild stuk spek. Het geheel werd op een mes geregen dat op een houten schotel werd vastgezet.